# Línea N402 (Interurbanos Madrid)
La línea N402 de la red de autobuses interurbanos de Madrid une Atocha (Madrid) con Ciempozuelos y Aranjuez de forma circular.

## Características
Esta línea nocturna discurre entre Atocha (Madrid), Ciempozuelos y Aranjuez, en un trayecto de 65 minutos de duración. En este último municipio, dispone de circuito neutralizado.
La línea mantiene los mismos horarios todo el año (exceptuando las vísperas de festivo y festivos de Navidad).
Está operada por AISA mediante la concesión administrativa VCM-401 - Madrid – Aranjuez – Villarejo de Salvanés (Viajeros Comunidad de Madrid) del Consorcio Regional de Transportes de Madrid.

## Horarios
Los horarios que no sean cabecera son aproximados.
| Noches de domingo a jueves y festivos noche      |              |                            |                        |              |        |
| Madrid                                           | Ciempozuelos | Aranjuez (Av. Plaza Toros) | Aranjuez (PAU Montaña) | Ciempozuelos | Madrid |
|                                                  |              | 23:45                      | 23:50                  | 00:15        | 01:00  |
| 00:15                                            | 00:55        | 01:15                      | 01:20                  |              |        |
| 01:15                                            | 01:55        | 02:15                      | 02:20                  | 02:45        | 03:30  |
| 03:45                                            | 04:25        | 04:45                      | 04:50                  | →            | 06:00L |
| L Finaliza en Legazpi                            |              |                            |                        |              |        |
| Noches de viernes, sábados y vísperas de festivo |              |                            |                        |              |        |
| Madrid                                           | Ciempozuelos | Aranjuez (Av. Plaza Toros) | Aranjuez (PAU Montaña) | Ciempozuelos | Madrid |
|                                                  |              | 23:45                      | 23:50                  | 00:15        | 01:00  |
| 00:15                                            | 00:55        | 01:15                      | 01:20                  | 01:45        | 02:30  |
| 01:15                                            | 01:55        | 02:15                      | 02:20                  | 02:45        | 03:30  |
| 02:30                                            | 03:10        | 03:30                      | 03:35                  | 04:00        | 04:45  |
| 03:45                                            | 04:25        | 04:45                      | 04:50                  | 05:15        | 06:00  |
| 05:00                                            | 05:45        | 06:00                      | 06:05                  |              |        |
| 06:15                                            | 06:55        | 07:15                      | 07:20                  |              |        |

## Recorrido y paradas
| Código                                                                 | Parada                                      | Común con    | Conexiones con Metro   | Municipio    | Zona |
| ---------------------------------------------------------------------- | ------------------------------------------- | ------------ | ---------------------- | ------------ | ---- |
| 13019                                                                  | Pza. Emperador Carlos V - Atocha            | N401         | Estación del Arte      | Madrid       |      |
| 16736                                                                  | P.º de la Chopera - Legazpi                 | N401         | Legazpi                | Madrid       |      |
| 5718                                                                   | Glorieta de Cádiz                           | N401 N13 N14 | Almendrales            | Madrid       |      |
| 1132                                                                   | Hospital 12 de Octubre                      | N401 N13 N14 | Hospital 12 de Octubre | Madrid       |      |
| 1135                                                                   | San Fermín-Orcasur                          | N401 N13 N14 | San Fermín-Orcasur     | Madrid       |      |
| 1172                                                                   | Avenida de Andalucía-Centro Comercial       | N401         | Ciudad de los Ángeles  | Madrid       |      |
| 16729                                                                  | Av. Andalucía - Villaverde Bajo Cruce       | N401 N403    | Villaverde Bajo Cruce  | Madrid       |      |
| 15382                                                                  | Narciso Monturiol - Av. B. Daza de Valdés   |              |                        | Valdemoro    |      |
| 12496                                                                  | Av. Madrid - Ctra. M404                     |              |                        | Ciempozuelos |      |
| 09539                                                                  | Estrellas - Av. Madrid                      |              |                        | Ciempozuelos |      |
| 08020                                                                  | Estrellas - Castilla La Nueva               |              |                        | Ciempozuelos |      |
| 15825                                                                  | Av. Consuelo - Cervantes                    |              |                        | Ciempozuelos |      |
| 08025                                                                  | Av. Consuelo - Luna                         |              |                        | Ciempozuelos |      |
| 08023                                                                  | Av. Belén - Ventura Rodríguez               |              |                        | Ciempozuelos |      |
| 17884                                                                  | Urbanización Parque Olimpia - Av. Belén     |              |                        | Ciempozuelos |      |
| 18828                                                                  | Ctra. A4 - Seseña Nuevo                     |              |                        | Aranjuez     |      |
| 12207                                                                  | Almíbar - Infantas                          |              |                        | Aranjuez     |      |
| 15864                                                                  | Almíbar - Gobernador                        |              |                        | Aranjuez     |      |
| 09622                                                                  | Almíbar - La Naranja                        |              |                        | Aranjuez     |      |
| 10441                                                                  | Almíbar - Calandria                         |              |                        | Aranjuez     |      |
| Las expediciones con inicio en Aranjuez, realizan paradas desde AQUÍ   |                                             |              |                        |              |      |
| 09627                                                                  | Av. Plaza de Toros - C.º Cruces             |              |                        | Aranjuez     |      |
| 20442                                                                  | Rey - La Naranja                            |              |                        | Aranjuez     |      |
| 20443                                                                  | Rey - Gobernador                            |              |                        | Aranjuez     |      |
| 20444                                                                  | Rey - Infantas                              |              |                        | Aranjuez     |      |
| 19315                                                                  | Príncipe - Stuart                           |              |                        | Aranjuez     |      |
| 17433                                                                  | Hospital del Tajo                           |              |                        | Aranjuez     |      |
| 16404                                                                  | Cuenca - Casino                             |              |                        | Aranjuez     |      |
| 18355                                                                  | Úbeda - Islas Galápagos                     |              |                        | Aranjuez     |      |
| 16405                                                                  | Gta. Valle del Loire - Av. Amazonas Central |              |                        | Aranjuez     |      |
| 16406                                                                  | Santiago de Compostela - Praga              |              |                        | Aranjuez     |      |
| 18679                                                                  | Santiago de Compostela - Oviedo             |              |                        | Aranjuez     |      |
| 16407                                                                  | Av. Paz de Hiroshima - Santiago Compostela  |              |                        | Aranjuez     |      |
| 16409                                                                  | Córdoba - Catedral de Burgos                |              |                        | Aranjuez     |      |
| 17133                                                                  | Ciudad de Toledo - Patrimonio Mundial       |              |                        | Aranjuez     |      |
| Las expediciones que vuelven a Madrid realizan las siguientes paradas: |                                             |              |                        |              |      |
| 18829                                                                  | Ctra. A4 - Seseña Nuevo                     |              |                        | Aranjuez     |      |
| 17884                                                                  | Urbanización Parque Olimpia - Av. Belén     |              |                        | Ciempozuelos |      |
| 08022                                                                  | Av. Belén - Manuel de Falla                 |              |                        | Ciempozuelos |      |
| 08024                                                                  | Av. Consuelo - Av. Belén                    |              |                        | Ciempozuelos |      |
| 15538                                                                  | Av. Consuelo - Doctor Rivas                 |              |                        | Ciempozuelos |      |
| 08021                                                                  | Estrellas - Av. Venerable Madre Mª Antonia  |              |                        | Ciempozuelos |      |
| 09538                                                                  | Av. Madrid - Estrellas                      |              |                        | Ciempozuelos |      |
| 12497                                                                  | Av. Madrid - Colonia San Benito             |              |                        | Ciempozuelos |      |
| 09324                                                                  | Av. Andalucía - Polígono Ind. Valmor        |              |                        | Valdemoro    |      |
| 16730                                                                  | Av. Andalucía - Villaverde Bajo Cruce       | N401 N403    | Villaverde Bajo Cruce  | Madrid       |      |
| 1173                                                                   | Avenida de Andalucía-Centro Comercial       | N401         | Ciudad de los Ángeles  | Madrid       |      |
| 1136                                                                   | San Fermín-Orcasur                          | N401 N13 N14 | San Fermín-Orcasur     | Madrid       |      |
| 5380                                                                   | Hospital 12 Octubre                         | N401 N13 N14 | Hospital 12 de Octubre | Madrid       |      |
| 5704                                                                   | Glorieta de Cádiz                           | N401 N13 N14 | Almendrales            | Madrid       |      |
| 3858                                                                   | Legazpi                                     | N401         | Legazpi                | Madrid       |      |
| 13019                                                                  | Pza. Emperador Carlos V - Atocha            | N401         | Estación del Arte      | Madrid       |      |